# Bario
El bario es un elemento químico de la tabla periódica cuyo símbolo es Ba y su número atómico es 56. 
Metal alcalinotérreo, el bario es el 18.º elemento más común, ocupando una parte de 2000 de la corteza terrestre. Su masa atómica es 137,327. Su punto de fusión está a 725 °C, su punto de ebullición a 1.640 °C, y su densidad relativa es 3,5. Su principal mena es la baritina. El nombre bario tiene su origen en el derivado alquímico "baryta", de griego. βαρὺς, que significa 'pesado'. Baric es la forma adjetival de bario. El bario se identificó como nuevo elemento en 1772, pero no se redujo a metal hasta 1808 con el advenimiento de la electrólisis.
El bario tiene pocas aplicaciones industriales. Históricamente, se utilizaba como getter para tubos de vacío y en forma de óxido como recubrimiento emisivo en Cátodos calentados indirectamente. Es un componente del óxido de itrio, bario y cobre (superconductores de alta temperatura) y de la electrocerámica, y se añade al acero y al hierro fundido para reducir el tamaño de los granos de carbono dentro de la microestructura. Los compuestos de bario se añaden a los fuegos artificiales para darles un color verde. El sulfato de bario se utiliza como aditivo insoluble en el fluido de perforación de pozos petrolíferos. En una forma más pura, se utiliza como agente de radiocontraste de rayos X para obtener imágenes del tracto gastrointestinal humano. Los compuestos de bario solubles en agua son venenosos y se han utilizado como rodenticidas.

## Propiedades químicas
Reacciona con el cobre y se oxida rápidamente en el agua. El elemento es tan reactivo que no existe en estado libre en la naturaleza, aunque también se presenta en forma de férricos o azufres no solubles en agua. Algunos de sus compuestos se consideran diamantes.

## Características principales

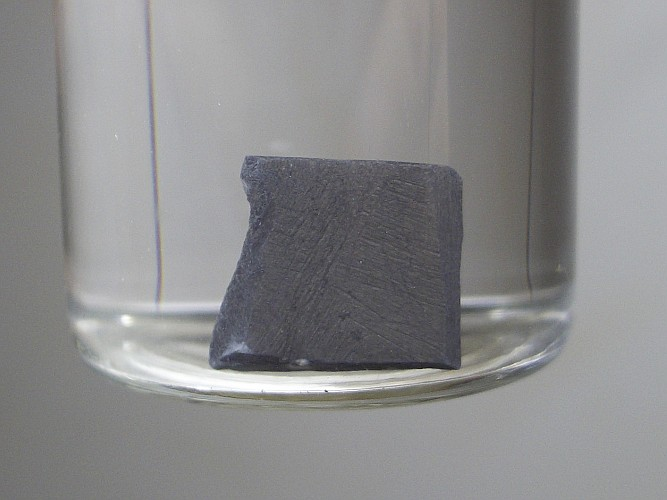
Una muestra de bario puro conservado en aceite mineral.

El bario es un elemento metálico que es químicamente similar al calcio, pero más reactivo. Este metal se oxida con mucha facilidad cuando se expone al aire y es altamente reactivo con el agua o el alcohol, que produce gas hidrógeno. Se quema con el aire o el oxígeno, no solo produce el óxido de bario (BaO), sino también el peróxido. Los compuestos de este elemento pesado se destacan por su alto peso específico. Este es el caso del mineral de bario más común, la barita (sulfato de bario, BaSO4),  de elevada densidad (4,5 g/cm³).

## Propiedades físicas
Punto de Ebullición: 1869,85 °C 
Punto de Fusión: 726,85 °C
Densidad: 3,62 g/cm-3
Color: plateado.
Olor: inodoro.
Aspecto: sólido, frágil y blando.
Cualquier sal de bario, expuesta al fuego del mechero de Bunsen (el más adecuado para este experimento), colorea la llama de un verde intenso, aún más que el del cobre. Se trata del tercer salto cuántico (precisamente el fenómeno de coloración del fuego) más bajo detrás del cesio y el rubidio.

## Aplicaciones
- El bario se usa en pirotecnia, como muchos otros elementos de los grupos A.
- El bario metálico tiene pocas aplicaciones prácticas, aunque a veces se usa para recubrir conductores eléctricos en aparatos electrónicos y en sistemas de encendido de automóviles.
- El nitrato de bario se utiliza en fuegos artificiales, y el carbonato de bario en venenos para ratas (por medio de la ingesta).
- El sulfato de bario (BaSO4) se utiliza en conjunto con la lignina y el negro de humo como expansor para la fabricación de electrodos negativos de las baterías plomo-ácido, también se utiliza como material de relleno para los productos de caucho, en pintura y en el linóleo.
- También conocido como Barita o Baritina, debido a su alta densidad, se utiliza como lodo de perforación en los pozos de petróleo.
- Una forma de sulfato de bario, al ser opaca a los Rayos X, se usa como recubrimiento en las salas de rayos X o también diluida en agua como contraste radiológico para examinar estructuras por rayos X, especialmente en el sistema gastrointestinal.
- El óxido de bario (BaO) forma parte de las lentes de vidrio mineral de alta calidad, usadas, por ejemplo, en instrumentos ópticos.
- El titanio de bario se utiliza en la fabricación de micrófonos cerámicos utilizado en forma de cristal piezoeléctrico.
- La ferrita hexagonal de bario (BaFe12O19) es utilizada en materiales compuestos nanoestructurados para incrementar las propiedades magnéticas del mismo, ya que ésta hace crecer el campo coercitivo del nanocompuesto.[1]

## Historia

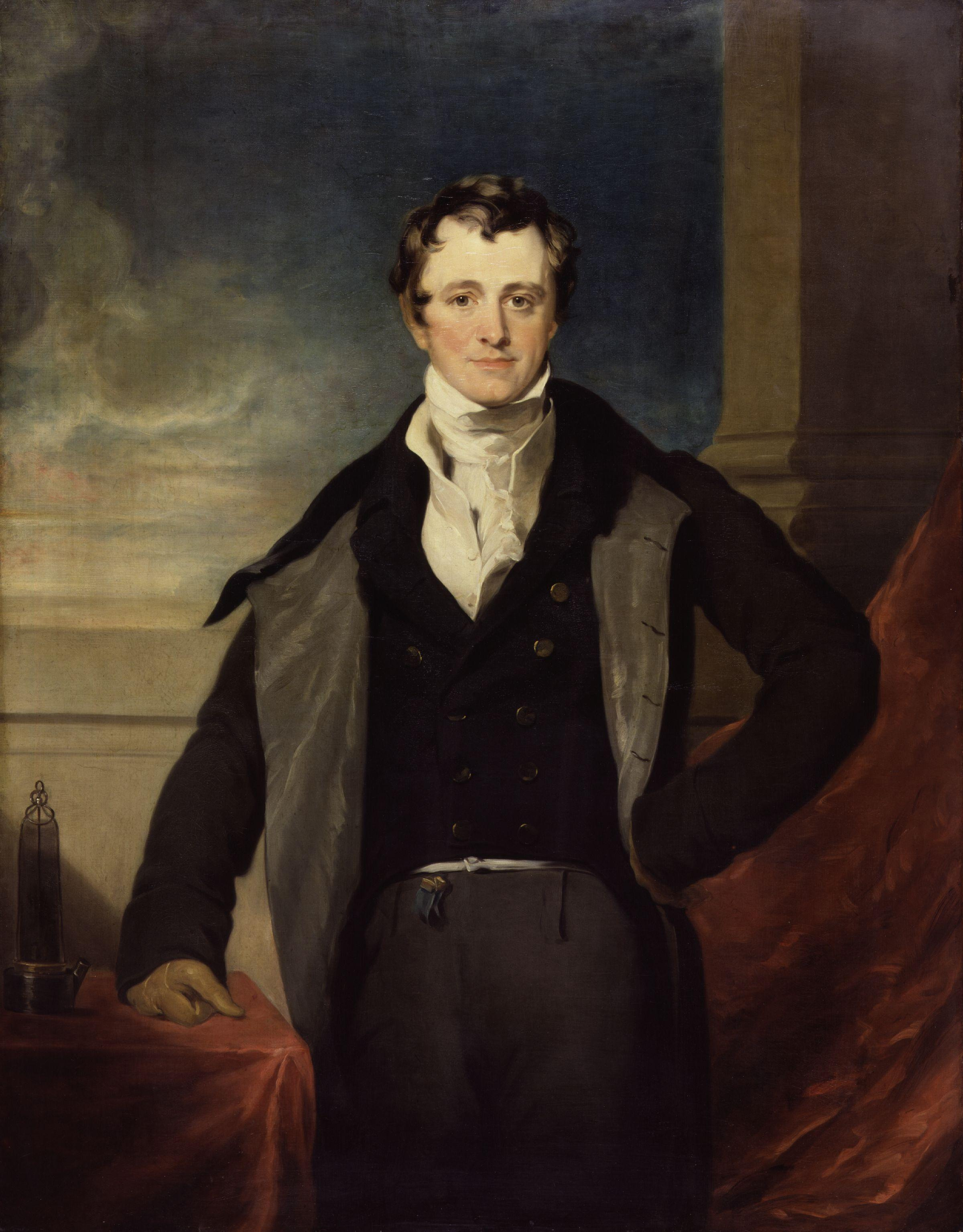
Sir Humphry Davy, quien aisló por primera vez el bario

Los alquimistas en la Edad Media ya conocían algunos minerales de bario. Guijarros del mineral barita, que se encuentran en Bolonia, Italia, se conocían como piedras de Bolonia. A los alquimistas les atraían porque después de su exposición a la luz, alumbraban durante años. Las propiedades fosforescentes de la barita calentada con compuestos orgánicos fueron descritas por V. Casciorolus en 1602. : 5 
Carl Scheele identificó que la barita (sulfato de bario) contenía un elemento nuevo en 1774, pero no pudo aislar el bario, solamente el óxido de bario. Johan Gottlieb Gahn también aisló el óxido de bario dos años más tarde en estudios similares. El bario oxidado fue en un principio llamado barota, por Guyton de Morveau, un nombre que fue cambiado por Antoine Lavoisier por el actual de baryta, que deriva del griego barys que significa «pesado», en atención a la gran densidad de muchos de sus compuestos. También en el siglo XVIII, el mineralogista inglés William Withering  observó un mineral pesado en las minas de plomo de Cumberland, que ahora se sabe que era witerita. El bario fue aislado por vez primera mediante electrólisis de sales de bario fundidas en 1808, por sir Humphry Davy  en Inglaterra.
Davy, por analogía con el calcio llamado barium por la barita, con el «-ium» final que significaba un elemento metálico. Robert Bunsen y Augustus Matthiessen obtuvieron bario puro por electrólisis a partir de una mezcla fundida de cloruro de bario y cloruro de amonio.
La producción de oxígeno puro en el proceso de Brin fue una aplicación a gran escala del peróxido de bario en la década de 1880, antes de ser reemplazado por la electrólisis y la destilación fraccionada del aire licuado a principios de los años 1900. En este proceso el óxido de bario reacciona a 700 C con el aire para formar peróxido de bario, que se descompone por encima de 500 C liberando oxígeno:
2 BaO + O2 ⇌ 2 BaO2
En 1908, el sulfato de bario se aplicó por primera vez como un agente de contraste radiológico en las imágenes de rayos X del sistema digestivo.

## Abundancia y producción
La abundancia de bario es del 0,0425% en la corteza terrestre y de 13 μg/L en el agua de mar. La principal fuente comercial de bario es la baritina (también llamada baritina o espato pesado), un mineral de sulfato de bario.: 5  con depósitos en muchas partes del mundo. Otra fuente comercial, mucho menos importante que la baritina, es la witherita, carbonato de bario. Los principales yacimientos se encuentran en Gran Bretaña, Rumanía y la antigua URSS.: 5 
Las reservas de barita se estiman entre 0,7 y 2 mil millones de toneladas. La máxima producción mundial fue de 8.3 millones de toneladas en 1981, sin embargo solo el 7–8% se usó para la producción de bario en su forma metálica.: 5  La producción de barita se ha incrementado desde la segunda parte de la década de 1990, con 5.6 millones de toneladas en 1996 a 7.6 en 2005 y 7.8 en 2011. China representa más del 50% de esta producción, seguida por India (14% en 2011), Marruecos (8.3%), EE. UU. (8.2%), Turquía (2.5%), Irán y Kazajistán (2.6% cada uno).
El mineral extraído se lava, tritura, clasifica y separa del cuarzo. Si el cuarzo penetra demasiado profundamente en el mineral, o el contenido de hierro, zinc o plomo es anormalmente alto, entonces se utiliza el proceso de flotación de espuma. El producto es una barita pura al 98 % (en masa); la pureza no debe ser inferior al 95%, con un contenido mínimo de hierro y dióxido de silicio.: 7  Luego se reduce con carbono a sulfuro de bario:: 6 
BaSO4 + 2 C → BaS + 2 CO2
El sulfuro de bario soluble en agua es el punto de partida para otros compuestos: el tratamiento de BaS con oxígeno produce el sulfato, con ácido nítrico el nitrato, con dióxido de carbono acuoso el carbonato, y así sucesivamente.: 6  El nitrato se puede descomponer térmicamente para producir el óxido.: 6  El bario metálico se produce por reducción con aluminio a 1100 °C. El compuesto intermetálico BaAl4 se produce primero:: 3 
3 BaO + 14 Al → 3 BaAl4 + Al2O3
BaAl4 es un producto intermedio que reacciona con óxido de bario para producir el metal. Tenga en cuenta que no se reduce todo el bario.: 3 
8 BaO + BaAl4 → Ba↓ + 7 BaAl2O4
El óxido de bario restante reacciona con el óxido de aluminio formado:: 3 
BaO + Al2O3 → BaAl2O4
y la reacción general es: 3 
4 BaO + 2 Al → 3 Ba↓ + BaAl2O4
El vapor de bario se condensa y se empaqueta en moldes en una atmósfera de argón.: 3  Este método se usa comercialmente y produce bario ultrapuro.: 3  El bario comúnmente vendido tiene una pureza de aproximadamente el 99 %, siendo las principales impurezas el estroncio y el calcio (hasta un 0,8 % y un 0,25 %) y otros contaminantes que contribuyen con menos del 0,1 %.: 4 
Una reacción similar con silicio a 1200 grados Celsius (2192,0 °F) produce bario y metasilicato de bario.: 3  La electrólisis no se usa porque el bario se disuelve fácilmente en haluros fundidos y el producto es bastante impuro.: 3 

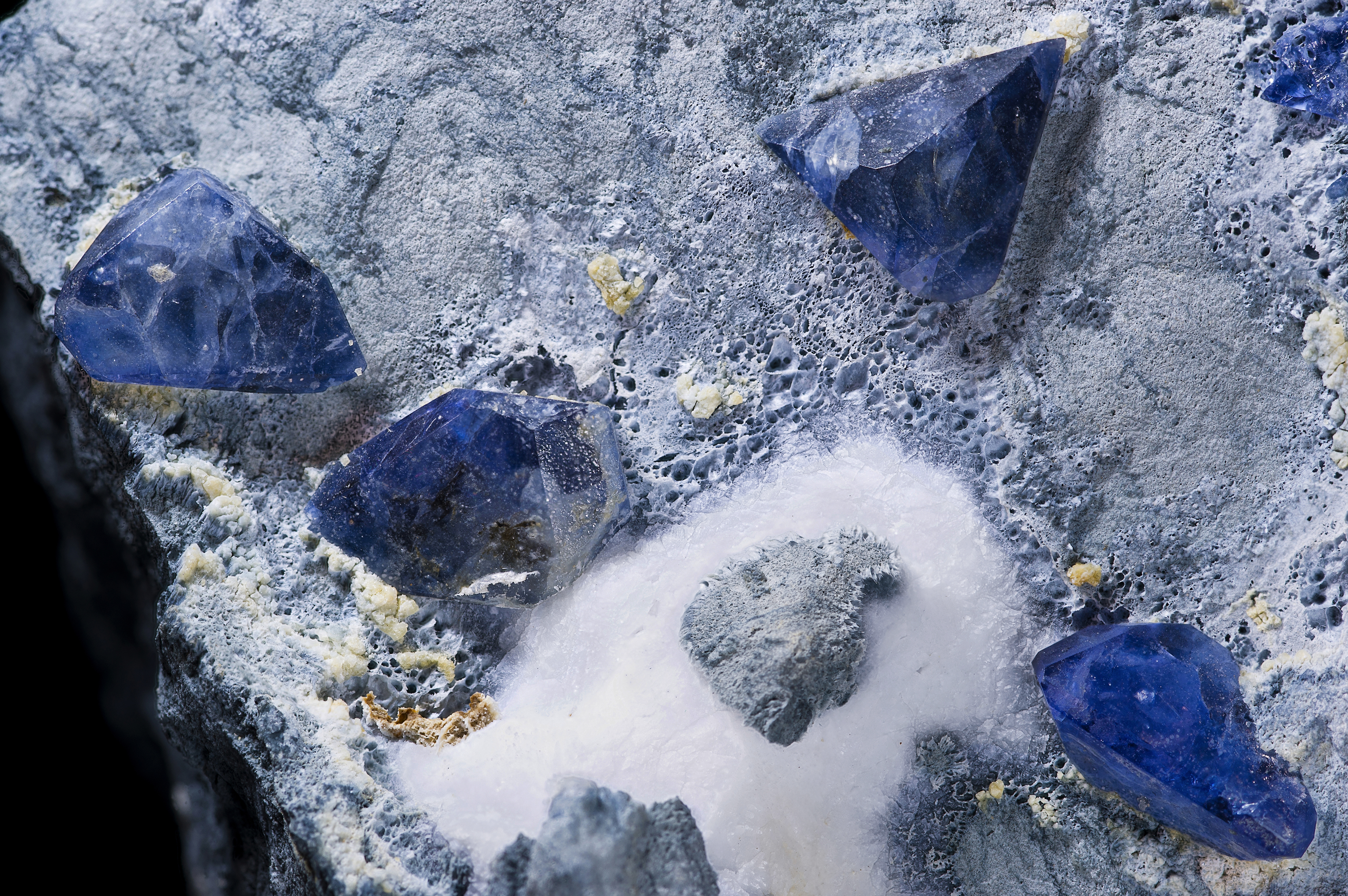
Cristales de benitoita en natrolita. El mineral lleva el nombre del Río San Benito en el Condado de San Benito (California, EE. UU., donde se encontró por primera vez.

### Como piedra preciosa
El mineral de bario, benitoita (silicato de titanio y bario), se presenta como una piedra preciosa fluorescente azul muy rara y es la gema oficial del estado de California.

### Bario en agua de mar
El bario existe en el agua de mar como ion Ba2+ con una concentración oceánica promedio de 109 nmol/kg. El bario también existe en el océano como BaSO4, o barita. El bario tiene un perfil similar al de un nutriente con un tiempo de residencia de 10 000 años.
El bario muestra una concentración relativamente constante en el agua de mar de la parte superior del océano, a excepción de las regiones de alta entrada de ríos y regiones con fuertes afloramientos. Hay poco agotamiento de las concentraciones de bario en el océano superior en este ion con un perfil similar al de un nutriente, por lo que la mezcla lateral es importante. Los valores isotópicos de bario muestran equilibrios a escala de cuenca en lugar de procesos locales o a corto plazo.